# Jeffrey Katzenberg
Jeffrey Katzenberg (New York, 21 december 1950) is een Amerikaanse filmproducent en studiobaas. Van 1984 tot 1994 stond hij aan het hoofd van Walt Disney Studios. Nadien richtte hij samen met Steven Spielberg en David Geffen het productiebedrijf DreamWorks op.

## Biografie
Jeffrey Katzenberg werd in 1950 geboren in New York als de zoon van Anne en Walter Katzenberg. Zijn moeder was een artieste, zijn vader was een beursmakelaar. Hij groeide op in een joodse familie. In 1969 studeerde hij af aan de Ethical Culture Fieldston School. Op veertienjarige leeftijd werkte hij mee aan de succesvolle campagne van de Republikeinse burgemeesterskandidaat John Lindsay.

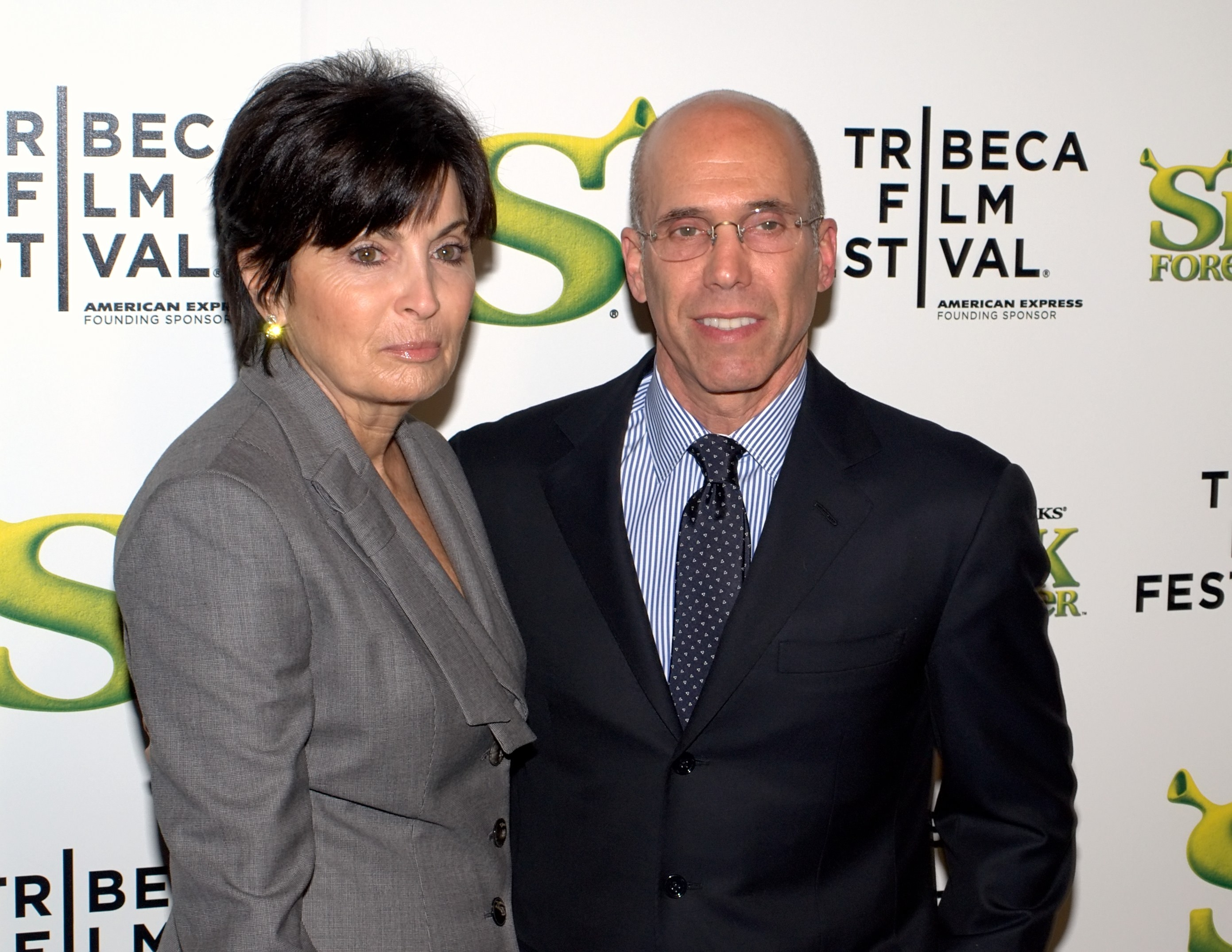
Katzenberg en zijn echtgenote Marilyn Siegel (2010).

In 1975 huwde hij met kleuterjuf Marilyn Siegel, met wie hij twee kinderen kreeg. Zijn zoon David is een televisieproducent en regisseur.
Katzenberg is een uitgesproken Democraat en een van de grootste donateurs van de Democratische Partij. Hij investeerde in de presidentscampagnes van zowel Barack Obama als Hillary Clinton. In 2013 bekroonde Obama hem met een National Medal of Arts.

## Filmcarrière

### Beginjaren
Katzenberg begon zijn carrière als de assistent van filmproducent David Picker. In 1974 werd hij de assistent van Barry Diller, de toenmalige voorzitter van Paramount Pictures. Onder Diller belandde Katzenberg bij de marketingafdeling van de studio. Daarnaast kreeg hij ook de opdracht om de Star Trek-franchise nieuw leven in te blazen, wat leidde tot de release van Star Trek: The Motion Picture (1979).

### Disney
In 1984 werd Michael Eisner de nieuwe CEO van The Walt Disney Company. Onder zijn leiding werd Katzenberg verantwoordelijk voor Walt Disney Studios, de filmafdeling van het mediabedrijf. Disney was op dat moment qua kassaopbrengsten de minst succesvolle van de grote Hollywoodstudio's. Dankzij Katzenberg kende de studio opnieuw een bloeiperiode. Onder het label Touchstone Pictures bracht de studio succesvolle komedies voor een volwassen publiek uit, waaronder Down and Out in Beverly Hills (1986) en Good Morning, Vietnam (1987). Via de tv-afdeling van Touchstone werden succesvolle series als The Golden Girls (1985–1992) en Home Improvement (1991–1999) gelanceerd.
Katzenberg blies ook het animatiedepartement van Disney nieuw leven in. Zo zorgde hij meteen na zijn benoeming al voor controverse door twaalf minuten uit de afgewerkte animatiefilm The Black Cauldron (1985) te schrappen. In de daaropvolgende jaren produceerde de studio succesvolle animatiefilms als Who Framed Roger Rabbit (1988), The Little Mermaid (1989) en Aladdin (1992). Beauty and the Beast (1991) werd begin jaren 1990 de eerste animatiefilm die genomineerd werd voor de Oscar voor beste film. In 1994 scoorde de studio een grote hit met The Lion King.
In 1993 haalde Katzenberg het productie- en distributiebedrijf Miramax naar Disney. Begin jaren 1990 begon de studio ook een succesvolle partnerschap met Pixar.
Vanaf 1993 probeerde Katzenberg zich hogerop te werken in het mediabedrijf. De producent aasde op de baan van Frank Wells, de toenmalige COO van The Walt Disney Company. Binnen de hiërarchie van het bedrijf was Wells de nummer twee, na Eisner. Katzenberg werd aanvankelijk gesteund door Eisner, maar kon niet rekenen op de medewerking van onder meer Roy E. Disney, Walt Disney's neef en belangrijke aandeelhouder van het bedrijf. In 1994 kwam Wells om het leven bij een helikopterongeluk, waarna zijn functie tijdelijk werd overgenomen door Eisner zelf. Katzenberg was erg teleurgesteld in het feit dat hij gepasseerd was door Eisner, wat leidde tot grote spanningen tussen de twee. Uiteindelijk werd Katzenberg ontslagen, waarna hij een rechtszaak aanspande tegen de studio. De producent zou uiteindelijk een minnelijke schikking van zo'n 270 miljoen dollar treffen met zijn vroegere werkgever. De functie van Wells zou uiteindelijk overgenomen worden door de Hollywood-agent Michael Ovitz.

### DreamWorks
In 1994 richtte hij samen met filmmaker Steven Spielberg en producent David Geffen de filmstudio DreamWorks op. Katzenberg werd binnen de onderneming verantwoordelijk voor de animatieafdeling. Als uitvoerend producent bracht hij animatiefilms uit als The Prince of Egypt (1998), Shrek (2001) en Shrek 2 (2004).
In 2003 leed DreamWorks een verlies van 125 miljoen dollar met de traditionele animatiefilm Sinbad: Legend of the Seven Seas, waarna het productiebedrijf volledig overstapte op computeranimatie.

### DreamWorks Animation
In 2004 scheurde DreamWorks Animation zich af van het moederbedrijf DreamWorks en werd het een op zich staande onderneming, geleid door Katzenberg. DreamWorks werd in december 2005 verkocht aan het mediaconglomeraat Viacom.
In 2016 werd DreamWorks Animation zelf overgenomen door het mediaconglomeraat NBC Universal. Na de overname trad Katzenberg af als CEO en was hij kortstondig voorzitter van DreamWorks New Media.

### WndrCo
In januari 2017 raakte bekend dat Katzenberg zo'n 600 miljoen dollar had verzameld om het investeringsbedrijf WndrCo op te starten. Via het bedrijf investeert hij in nieuwe mediaontwikkelingen en technologieën.

## Filmografie
Als (uitvoerend) producent
- The Prince of Egypt (1998)
- The Road to El Dorado (2000)
- Chicken Run (2000)
- Shrek (2001)
- Spirit: Stallion of the Cimarron (2002)
- Sinbad: Legend of the Seven Seas (2003)
- Shrek 2 (2004)
- Shark Tale (2004)

## Prijzen en nominaties
Prijzen

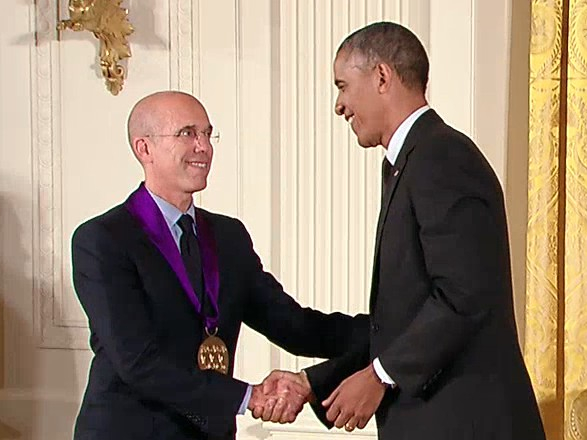
President Barack Obama overhandigt de National Medal of Arts aan Katzenberg.

- Jean Hersholt Humanitarian Award (2013)
- National Medal of Arts (2013)
- Ere-Gouden Palm (2017)

Nominaties
- Oscar voor beste animatiefilm – Spirit: Stallion of the Cimarron (2002)
- BAFTA voor beste film – Shrek (2001)
- BAFTA Children's Award – Shrek (2001)